# Neues Wiener Konservatorium

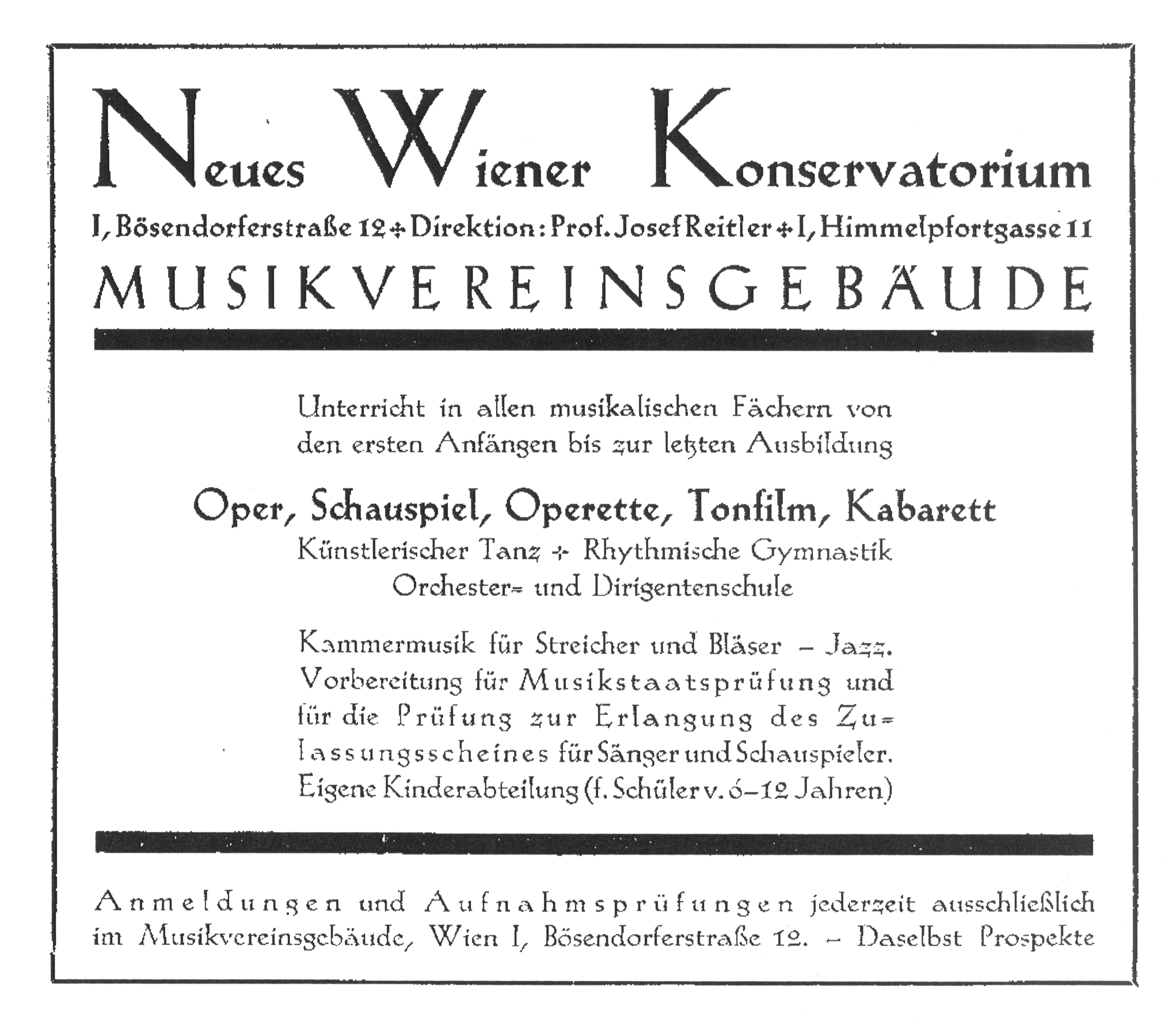
Dobový inzerát

Neues Wiener Konservatorium (Nová vídeňská konzervatoř) byla soukromá konzervatoř založená roku 1909 a uzavřená nacisty v roce 1938.

## Dějiny
Novou vídeňskou konzervatoř založil v roce 1909 Theobald Kretschmann jako protiváhu tradiční Konzervatoře Společnosti přátel hudby (Konservatorium der Gesellschaft der Musikfreunde). V témže roce však byla tato hudební a dramatická škola zestátněna a přejmenována na Akademii hudebních a dramatických umění (Akademie für Musik und darstellende Kunst) a pro nově založenou konzervatoř se ujal název Nová vídeňská konzervatoř.
Po 1. světové válce se řediteli Josefu Reitlerovi podařilo vybudovat ústav na vysoké umělecké úrovni a přilákat do pedagogického sboru znamenité evropské hudebníky. S úspěchem byl rozšiřován i záběr uměleckých oborů, které bylo možno na škole studovat. V polovině dvacátých let bylo zřízeno zvláštní dětské oddělení a ve třicátých letech přibyla i výuka tzv. lehčích žánrů jako opereta, kabaret, jazz či filmová hudba.
Kvalita vzdělávání a pověst konzervatoře se odrazila ve zvýšeném přílivu studentů. Z přibližně 40 studentů v roce 1915 vzrostl jejich počet v roce 1929 na více než 1300.
Rozvoj školy byl násilně přerván po připojení Rakouska 12. března 1938 k nacistickému Německu. Mnoho pedagogů bylo z rasových důvodů propuštěno a na podzim téhož roku byla škola zcela uzavřena. K obnovení činnosti již nedošlo.

## Ředitelé ústavu
- Emerich Bénesi (1909–1910)
- František Ondříček (1910–1915)
- Josef Reitler (1915–1938)

## Významní pedagogové
- Adolf Bak, housle
- Hans Breuer, zpěv
- Ernst Décsey, literatura a estetika
- Josef Bohuslav Foerster
- Hans Gál, hudební teorie
- Paul Graener, hudební teorie
- Alfred Grünfeld, klavír
- Wilhelm Jeral, housle
- Ernst Kanitz, hudební teorie
- Angelo Kessissoglu, klavír
- Robert Konta, hudební teorie
- Heinrich Kralik, hudební teorie
- Rita Kurzmann-Leuchter, klavír
- Josef Labor, varhany
- Carl Lafite, hudební teorie
- Egon Lustgarten, hudební teorie
- Josef Mertin, hudební teorie a varhany
- Johanna Müller-Hermann, hudební teorie
- Rudolf Nilius, dirigování
- Ricardo Odnoposoff, housle
- Robert Pollak, violoncello
- Simon Pullman, housle, viola, komorní hudba
- Frederick C. Schreiber, skladba hudební teorie, instrumentace
- Richard Specht, literatura a estetika
- Edith Steinbauer, housle
- Karl Weigl, hudební teorie
- Erwin Weill, literatura a estetika
- Egon Wellesz, hudební teorie
- Paul Wittgenstein, klavír
- Eugen Zádor, hudební teorie

## Významní absolventi školy
- Eugen Andergassen, spisovatel
- Adolph Baller, klavírista
- Roderich Bass, český klavírista a hudební skladatel
- Rose Book, operní pěvkyně
- Mosco Carner, muzikolog
- Hanns Eisler, hudební skladatel
- Bronislav Gimpel, houslista
- Karl Gimpel, klavírista
- Richard Goldner, violista
- David Grünschlag, houslista
- Rosi a Toni Grünschlag, klavíristky
- Hilde Konetzni, operní zpěvačka
- Georg Kreisler, skladatel
- Erwin Leuchter, muzikolog
- Fritz Muliar, herec
- Boris Papandopulo, hudební skladatel
- Theo Salzman, violoncellista
- Karl Schiske, hudební skladatel
- Erwin Weiss, hudební skladatel